# Фёлькерзам, Отто Фридрих фон
фон Фёлькерзам, Отто Фридрих (нем. Otto Friedrich von  Fölkersahm; 1640 – 27 ноября 1705 года) — военный и государственный деятель Речи Посполитой. Воевода черниговский (1685-1696) и инфлянтский (1696-1705), сенатор. Полковник королевского двора. Чорштинский и райгородоцкий староста. Инфлянтский каштелян (1677-1685). Представитель немецкого баронского рода Фёлькерзам.

## Биография
Родился Отто Фридрих фон Фёлькерзам в 1640 году. Он происходил из знатного рода остзейские немцев Фёлькерзам. Его отцом был барон Иоганна фон Фёлькерзам (1603-1686), матерью Елизавета фон дер Бринкен. Отто Фридрих был католиком и способствовал распространению католичества в своих родовых имениях. C 1683 года был комиссаром на строительстве католических церквей в ливонских землях. С 1677 по 1685 год был инфлянтским каштеляном. В 1685 стал черниговским воеводой, хотя это было лишь титулярное звание т.к. Черниговское воеводство после восстания Богдана Хмельницкого находилось под контролем восставших казаков.
С 1690 года работал депутатом на казенном трибунале. С 1696 года был инфлянтским воеводой. Умер бездетным в 1705 году.

## Семья
Отто Фридрих фон Фёлькерзам был женат трижды. Первая жена графиня Екатерина фон Бутлер, вдова генерал-майора Эрнста Магнуса фон Гроттхуса, её родителями были граф Готхард Вильгельм фон Бутлер (1600—1660) и Констанция Водинская. Вторая свадьба с Екатериной фон Виндишгрец состоялась в 1676 году. Овдовел в 1680 году. Около 1690 года он женился третий раз на Елизавете фон Виндишгрец (в инфлянтских документах подается, что он был женат только дважды, причем второй женой была, с 11 марта 1700 года, Катарина Элизабет фон Виндишгрец).